# Althéa Laurin
Althéa Laurin (1º settembre 2001) è una taekwondoka francese, campionessa olimpica a Parigi 2024 nella categoria oltre i 67 kg.

## Palmarès
- Giochi olimpici

Tokyo 2020: bronzo nei +67 kg
Parigi 2024: oro nei +67 kg.
- Mondiali

Baku 2023: oro nei 73 kg.
- Europei

Manchester 2022: oro nei 73 kg.
Belgrado 2024: oro nei 73 kg.
- Giochi europei

Cracovia 2023: bronzo nei 73 kg.
- Giochi del Mediterraneo

Tarragona 2018: argento nei +67 kg.
Oran 2022: bronzo nei +67 kg.